# Klaus Berggreen
Klaus Berggreen (* 3. února 1958, Lyngby) je bývalý dánský fotbalista. Obvykle nastupoval na pozici záložníka. S dánskou reprezentací získal bronzovou medaili na mistrovství Evropy v roce 1984 (odehrál na turnaji 4 zápasy). Na tomto šampionátu vstřelil gól do sítě Jugoslávie ve skupinové fázi. V semifinále proti Španělsku byl vyloučen. Zúčastnil se též mistrovství světa v roce 1986 (3 zápasy) a mistrovství Evropy v roce 1988 (2 zápasy). Za národní tým nastupoval v letech 1979–1988 a odehrál za něj 46 utkání, v nichž vstřelil 5 gólů. Odehrál též 7 utkání za jednadvacítku a 19 za devatenáctku. V domácí soutěži působil v Lyngby BK (1975–1982, 1989–1990). Hrál též ve třech italských klubech: Pisa SC (1982–1986), AS Řím (1986–1987) a Turín FC (1987–1988). S Pisou vyhrál v roce 1986 Středoevropský pohár. Po skončení hráčské kariéry byl nejprve do roku 1992 sportovním ředitelem Lyngby BK, poté si založil oděvní firmu Piro.